# Oecleus venosa
Oecleus venosa är en insektsart som beskrevs av Van Duzee 1912. Oecleus venosa ingår i släktet Oecleus och familjen kilstritar. Inga underarter finns listade i Catalogue of Life.